# Kasserine-Staudamm
Der Kasserine-Staudamm war ein zur Trinkwasserspeicherung und Feldbewässerung angelegter römischer Staudamm am Rand der Römerstadt Cillium westlich der heutigen Stadt Kasserine in Tunesien.

## Konstruktion
Die bogenförmige Staumauer aus dem 2. Jh. n. Chr. wird verschiedentlich als Bogengewichtsmauer oder Gewichtsstaumauer eingeordnet. Sie war so platziert, dass die aus den südlich gelegenen Wadis abfließenden Wässer unmittelbar vor der Stadt in einem von Felsen eingerahmten Staubecken gesammelt werden konnten, bei genügend hohem Wasserstand konnte Wasser mittels Bewässerungsgräben auf die Felder abgeleitet werden.

## Heutige Staumauer
Die antike Anlage wurde wohl erst im Mittelalter zerstört; dicht oberhalb davon wurde ein modernes, in den Ausmaßen aber bescheiden wirkendes Stauwerk aus Beton für den Ort als Bewässerungsprojekt errichtet.